# نتلی مارش
نتلی مارش (به انگلیسی: Netley Marsh) یک روستا و محله مدنی در بریتانیا است که در New Forest District واقع شده‌است. نتلی مارش ۲٬۰۱۲ نفر جمعیت دارد.